# Гаврино (Ярославская область)
Гаврино — деревня в Большесельском районе Ярославской области России.
В рамках административно-территориального устройства относится к Большесельскому сельскому округу Большесельского административного района, в рамках организации местного самоуправления включается в Большесельское сельское поселение Большесельского района муниципального района.

## Название
Деревня Гаврина указана на плане Генерального межевания Рыбинского уезда 1798 года.

## География
Деревня находится в центральной части области, в зоне хвойно-широколиственных лесов, на левом восточном берегу небольшой речки Терловка, правого притока Юхоти, на удалении около 1 км к северо-западу от районного центра Большого села. Южнее Гаврино непосредственно на дороге к Новому селу стоит деревня Шамнино, которая практически смыкается с Гавриным, а в 500 м к северо-востоку у дороги, идущей к Дунилово, стоит деревня Совкино.

### Климат
Климат характеризуется как умеренно континентальный, с коротким, относительно тёплым летом и продолжительной многоснежной умеренно холодной зимой. Среднегодовая температура воздуха +3…+5 °C. Средняя температура воздуха самого холодного месяца (января) −12…−10,5 °C; самого тёплого месяца (июля) +17,5…+18,5 °C. Вегетационный период длится около 123 дней. Годовое количество атмосферных осадков составляет 500—600 мм, из которых большая часть выпадает в тёплый период. Снежный покров держится в среднем 150 дней.

## Население
| 2007 | 2010 |
| ---- | ---- |
| 4    | →4   |

## Инфраструктура
Личное подсобное хозяйство с зоной сельскохозяйственного использования, индивидуальная застройка усадебного типа.

## Транспорт
Деревня доступна автотранспортом.
Деревня стоит между двумя дорогами, следующими из Большого Села: в 500 м к северу от идущей на запад дороги к Новому селу и 1 км к западу от идущей на север дороги к Дунилово.